# 마시스 (춤)

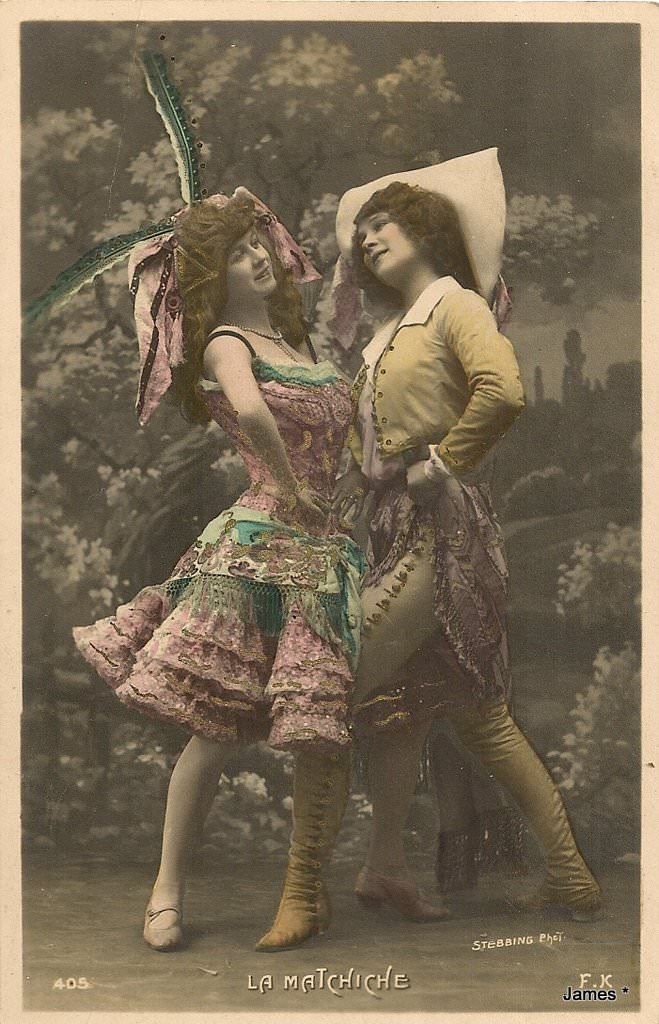

마시스(포르투갈어: Maxixe)는 브라질에서 일어난 사교춤의 하나이다. 브라질 탱고라고도 부른다. 강약의 2박자 리듬에 맞춰 절도있게 춘다. 마시시가 올바른 발음이다

## 같이 보기
- 삼바
- 폴카